# Molecular Science and Technology
Molecular Science and Technology is een interdisciplinair vakgebied dat zich bezighoudt met de studie en toepassing van moleculen op het gebied van wetenschap en technologie. Het combineert kennis uit de chemie, natuurkunde, biologie en andere gerelateerde disciplines om een diepgaand begrip te krijgen van de eigenschappen en processen op moleculair niveau.
In dit vakgebied worden moleculen bestudeerd op hun structuur, eigenschappen, reactiviteit en functionaliteit. Wetenschappers en technologen in dit veld gebruiken geavanceerde instrumentele technieken en methoden om moleculen te analyseren, manipuleren en ontwerpen voor verschillende toepassingen.
Molecular Science and Technology heeft brede toepassingen in verschillende industrieën en vakgebieden, waaronder de chemische industrie, farmaceutische industrie, materiaalwetenschappen, energieopwekking, nanotechnologie en biotechnologie. Het kan worden toegepast op het ontwikkelen van nieuwe materialen met specifieke eigenschappen, het ontdekken en ontwerpen van nieuwe geneesmiddelen, het verbeteren van katalysatoren en reactiesnelheden, het begrijpen van biomoleculaire processen en nog veel meer.
Studenten die geïnteresseerd zijn in Molecular Science and Technology kunnen vaak kiezen voor gerelateerde opleidingen op bachelor- en masterniveau, zoals Chemie, Scheikundige Technologie, Natuurkunde, Biochemie of Biotechnologie. Het vakgebied biedt interessante carrièremogelijkheden in zowel de academische wereld als de industrie, waarbij onderzoek, ontwikkeling en innovatie centraal staan.